# 42 (szám)

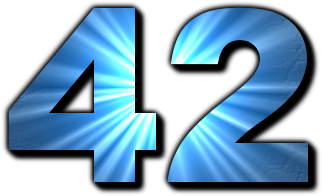
A válasz a végső kérdésre: Az élet, a világmindenség, meg minden

A 42-es főút jele

A 42 (negyvenkettő) a 41 és 43 között található természetes szám.

## A szám a matematikában
A tízes számrendszerbeli 42-es a kettes számrendszerben 101010, a nyolcas számrendszerben 52, a tizenhatos számrendszerben 2A alakban írható fel.
A 42 páros szám, összetett szám, szfenikus szám. Kanonikus alakja 2 · 3 · 7, normálalakban a 4,2 · 101 szorzattal írható fel. Nyolc osztója van a természetes számok halmazán, ezek növekvő sorrendben: 1, 2, 3, 6, 7, 14, 21 és 42.
Két ikerprím közé esik. Tizenötszögszám. Catalan-szám, meandrikus szám, nyílt meandrikus szám és Harshad-szám. Téglalapszám (6 · 7).
Primitív áltökéletes szám. Elsődleges áltökéletes szám.
A 42 (2,6)-tökéletes szám (szuper-multiperfekt), mivel σ²(n) = σ(σ(n)) = 6n.
Ritkán tóciens szám.
4-es számrendszerben repdigit (222).
Két szám valódiosztó-összegeként áll elő, ezek a 30 és az 1681 (=41²).

## A tudományban
- Kémia: a periódusos rendszerben a molibdén rendszáma.
- Csillagászat:
  - A Messier-katalógus 42. objektuma (M42) az Orion-köd.
  - A 2009. március 7-én felbocsátott KEPLER űrtávcsőben 42 darab CCD érzékelőt helyeztek el.
- Biológia: a farkas (Canis lupus lupus) negyvenkét foggal rendelkezik.

## A popkultúrában
- A magyar tarokk kártyajátékot 42 lappal játsszák.[5]
- A 42 a válasz a „végső kérdés”-re Douglas Adams Galaxis útikalauz stopposoknak című regényében
- A Level 42 brit pop-funk együttes neve is innen, illetve a Galaxis útikalauz stopposoknak c. könyvből ered.
- A Lost – Eltűntek című televíziós sorozatban azon számok között van, amelyek pontosan megadják, hogy mikor jön el a világvége.
- A Kockafejek (The IT Crowd) című sorozat első évadjának hatodik részében Roynak a pólóján a 42-es szám áll.
- A Gyűrűk Urában Gimli 42 ellenséget (orkot, hegyi embert) öl meg a Helm-szurdokban (Legolas 41-et).
- A Gyűrűk Ura filmek készítőjének, Peter Jacksonnak a Törjön ki a frász című filmjében is feltűnik a 42.
- Az Én, a robot című filmben a FedEx-es futárdroidnak 42-es a sorszáma.
- Az X-akták című filmsorozatban Mulder a 42-es lakásban lakik.
- Christopher Reeve A hamis riport című filmjének borítóján a 42-es szám szerepel.
- A szerencse zsoldosai című film egyik (zöld) plakátján 4-es és kettes szerepel a dobókockákon, vagyis 42.
- A doboz című filmben is feltűnik a 42, amikor az embereket átterelik a kapun a "menjenek a fénybe" kijelentéskor.
- A Ki vagy, Doki? 307. részének címe 42 perc.
- Patrick Swayze szellemként a Ghost filmben a 42. utcánál tanulta a fizikai tárgyak mozgatását.
- Denzel Washington és John Travolta Hajsza a föld alatt című filmjében a 42. utcába viszik a 110 kilót nyomó bankjegyet. A filmben John Turturo is játszik, aki a Transformers: A bukottak bosszúja című filmben a hentesüzletben ejti ki a bűvös 42-es számot a száján.
- A Maxis játékában, a Spore-ban ha egy játékos eléri a galaxis középpontját, akkor egy "Negyvenkettő" eredményt kap, valamint az életet teremtő eszközből ("Az élet pálcájából") negyvenkét darabot.
- A 2007-es, 2009-es és 2012-es Eurovíziós Dalfesztiválon 42 ország előadói vettek részt.
- A Voynich kéziratból 42 lap hiányzik, az oldalak számozása szerint.
- A "The Last Samurai" című filmben Algren százados a 42-es szobában volt elszállásolva.
- A Csillagkapu: Atlantisz című televíziós sorozat 4. évadjának Karantén című epizódjában kiderül, hogy Rodney McKay jelszavának utolsó két számjegye a 42 (a kód 16431879196842, Newton, Einstein és Rodney születési éve, valamint a 42). Amikor John Sheppard elmagyarázza Teylának az első 12 számjegy jelentését, Teyla rákérdez a 42-re, mire John azt válaszolja, ez a végső válasz az élet, a világmindenség, meg minden nagy kérdésére.
- A Stargate Universe Human című epizódjában Dr. Nicholas Rush álmában felírja a 46-os számot egy táblára, majd álmában Dr. Daniel Jackson szól neki, hogy „hát ez nem a végső válasz az életre, a világmindenségre, meg mindenre. Az a 42. Galaxis útikalauz stoppsoknak.”
- Az Odaát c. sorozat 10. évadjában a Mennyek Kapuja a 42. számú szobából nyílik.
- A Gravitáció című filmben a főhősnő szkafanderén ez a szám látható, az orosz állomáson.

## Egyéb területeken
- Kerekítve ennyi km a maratoni futás távja.
- A hagyományos (idejét múlta) higanyos lázmérőkön a tizedes osztású fokszámskála 42 °C-ig tartott.
- Az M42 egy dízelmozdony jelölése.
- M42 - univerzális foglalat (42 mm) az analóg fotográfiában - az így készült objektíveket a mai napig használják digitális vázakon is.
- A szabvány olajos hordó 42 (amerikai) gallon űrtartalmú.
- A magyar szemészeteken a látásvizsgálathoz használt táblán a 42-es szám van legfelül.

### Vallás és ezoterika
- Jézus Ádámtól számítva a 42. nemzedék: Mt 1.17 Így a nemzedékek száma: Ábrahámtól Dávidig tizennégy nemzedék, Dávidtól a Babilonba való elhurcolásig tizennégy nemzedék, és a Babilonba való elhurcolástól Krisztusig tizennégy nemzedék.
- Negyvenkét napig olvassa az elköltözött ember mellett a láma Tibetben a Bardo Tödolt.
- Negyvenkét lépcső vezet fel Mexikóban a Nap legszentebb templomához.
- A szivárvány szokásosan 42°-os szögből látható (a vízből a fény 40-42°-os szögben lép ki).[6]
- A Naprendszer ötödik bolygójának, a Jupiternek 42 az asztrológiai szimbóluma.
- 42-szer állították fel a zsidók szentségtartóját a sivatagi vándorlás során.
- Thot-nak 42 könyve tartalmazta a mágia tudományára vonatkozó feljegyzéseket.
- Egyiptomi hit szerint a létezés összes formája a Netru, a természeti törvények segítségével testesült meg. 42 természeti törvény van, melyek közül 9 alapelv. Ezeket Paut Netrunak, esetleg Pautnak, néha Kilenc Nagy Törvénynek nevezik. A görögök Enneád néven említik őket, ma pedig különböző alakokban Enneagramként hivatkoznak rájuk.
- Az utolsó mimic c. filmben a 42-es Sri Yantra Mandala látható.
- A Judeo-keresztény bibliában 1260 nap szerepel, de megtalálható úgy is, mint 42 hónap, vagy „ideig, időkig és az idő feléig”.
- Az ezoterikusok a 42-es (Jupiter) ujj alatt a mutatóujjat értelmezik. Ezt az ujjat láthatjuk Michelangelo Ádám teremtése című freskóján, Steven Spielberg - ET a földönkívüli mozijánál, és Michael Jackson Moonwalker c. filmjének borítóján a szivárvány előtt.
- 1974-ben Mexikóban tartott nemzetközi Amerika-kutatók kongresszusán Mr. Hugh Harleston előadásában közzétette a Teotihuacanban végzett kutatását egy egységes mértékegységről, amit minden épületre alkalmazni lehetett. Ez a mértékegység a HUNab (egység) maja elnevezést kapta és 1,059 méter. Ezzel a mértékegységgel a Nap piramisa 42 egység.
- Hamvas Béla a Scientia Sacra II-ben fogalmazza meg, hogy negyvenkét betűből áll a Kabbala szerint Isten legnagyobb neve (amivel a világot teremtette).
- Jób könyve 42 részből áll